# Stramonita
Genre
Synonymes
- Purpura (Stramonita)[2]
- Thais (Stramonita)[2]

Stramonita est un genre de mollusques gastéropodes prédateurs de la famille des Muricidae.

## Liste des espèces
Selon World Register of Marine Species (9 mai 2016) :
- Stramonita biserialis (Blainville, 1832)
- Stramonita brasiliensis Claremont & D. G. Reid, 2011
- Stramonita buchecki Petuch, 2013
- Stramonita canaliculata (Gray, 1839)
- Stramonita cruentata (Gmelin, 1791)
- Stramonita delessertiana (d'Orbigny, 1841)
- Stramonita floridana (Conrad, 1837)
- Stramonita haemastoma (Linnaeus, 1767)
- Stramonita rustica (Lamarck, 1822)

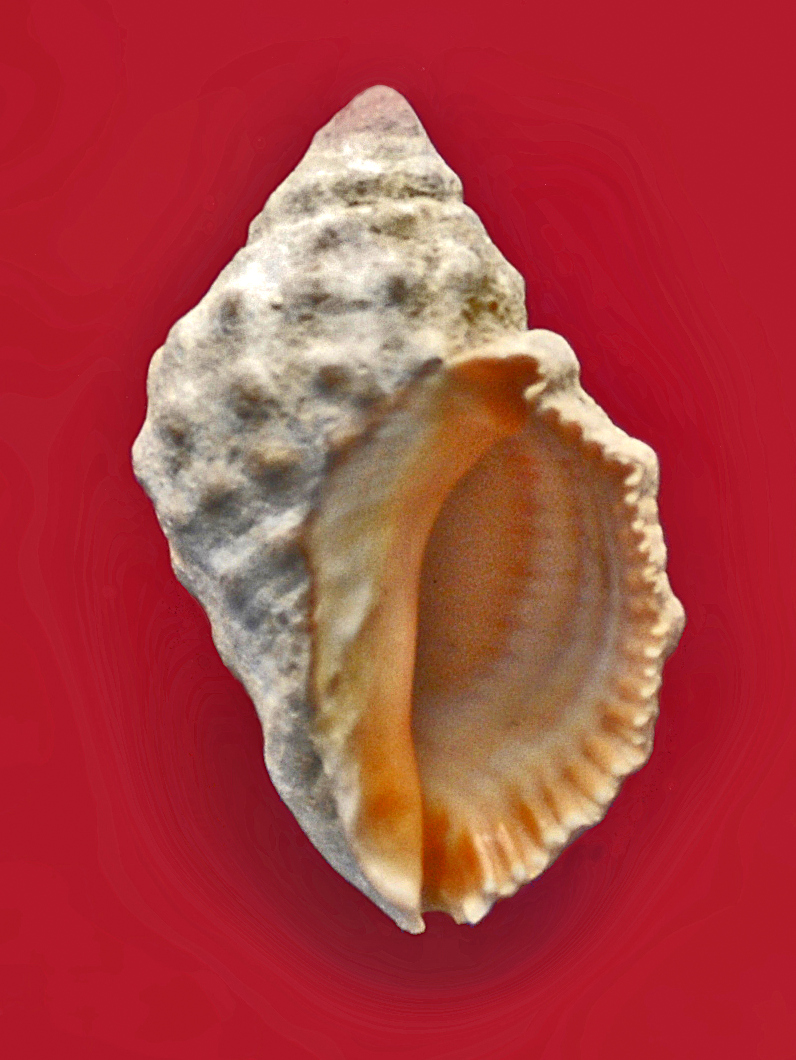
Stramonita haemastoma
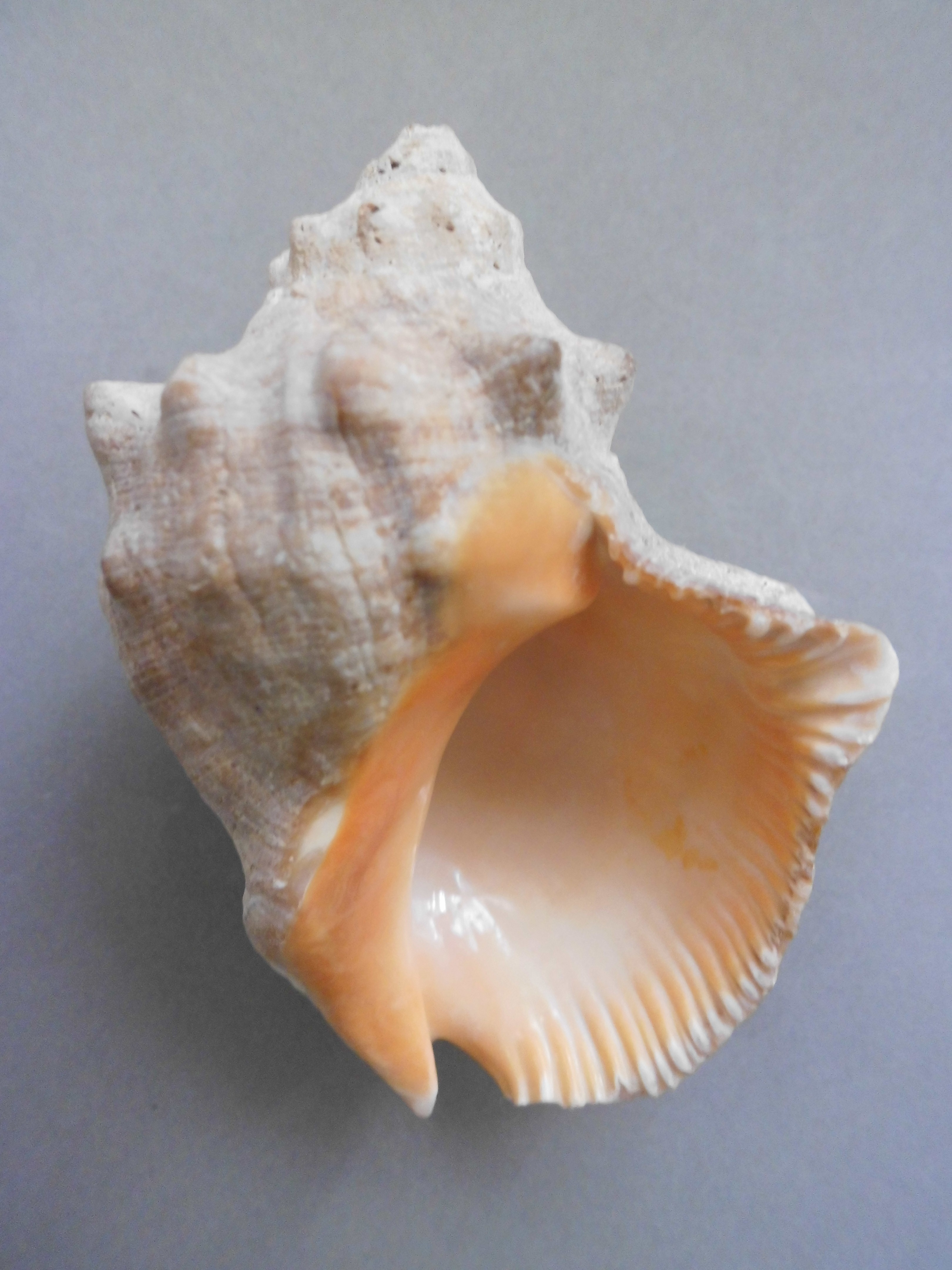
Stramonita rustica